# Râul Lespedea
Râul Lespedea este un curs de apă, afluent al râului Rebra. 